# Rasmus Fenger (dyrlæge)
 For alternative betydninger, se Rasmus Fenger. (Se også artikler, som begynder med Rasmus Fenger)
Rasmus Fenger (født 25. marts 1835, død 13. juni 1906) var en dansk landøkonom, dyrlæge og højskolelærer og en af de første lærere på Askov Højskole, hvor han underviste i landbrugs- og naturfag i perioden 1865-1874.

## Roedyrkning
Udover at være landøkonom, dyrlæge og højskolelærer var Fenger initiativtager til roedyrkning i Danmark, og blev ofte omtalt som banebrydende inden for feltet.

## Fengers Hus
Fengers hus er i dag Askov Højskoles festlokale og ligger på Maltvej 1, Askov. Det blev oprindeligt lejet af Ludvig Schrøder i 1865, hvorefter det blev brugt som undervisningslokale. I 1869 flyttede Fenger ind i huset, der senere hen er blevet opkaldt efter ham.